# ニューカリカ
ニューカリカは、日本のお笑いコンビ。両名とも千葉県南房総市出身。

## メンバー
養成所ではなくオーディション出身で、2人は高校時代の同級生。
林 よしはる（1976年12月12日（48歳） - ）
- 本名及びカリカ時代の名義:林 克治（はやし よしはる）

身長178cm、体重68kg、血液型O型。ツッコミ担当。立ち位置は左。
七三にメガネにスーツのサラリーマン風ルックスが特徴。
高校時代はサッカー部の主将で、ゴールキーパーだった。
借金を苦に、一時芸人を休業してタクシードライバーをした。
ピン芸人として舞台に立つときは「林将軍」という吉本興業の社員からつけられた名前を使用。林個人のニックネームやハンドルネームとしても使用される。
深夜枠でのバラエティ番組で、ナレーションを務めることもある。
2005年、その数年前に受けた占い師からの「マントを羽織って髪を紫色に染めるといい」という助言を受けて髪に紫のメッシュを入れ、マントの代わりにコートを羽織って舞台に出た事があったという。
2016年10月から、五反田でスナック・カリカを経営していたが、2018年10月末をもって閉店。その後は地元にUターンし、診療所で勤務していた。
2022年4月、南房総市議会議員に立候補し初当選。
再結成後は芸名を本名の「林 克治」から「林よしはる」と変更して活動している。
マンボウやしろ（1976年7月19日（49歳） - ）
- 本名及びカリカ時代の名義:家城 啓之（やしろ ひろゆき）

ボケ、ネタ作り担当。立ち位置は右。
一度コンビ解散後から芸名を「マンボウやしろ」に変えてラジオパーソナリティ、脚本・演出家などで活動している。

## 経歴

### 結成
1997年（平成9年）3月17日に「カリカ」として結成し、2011年（平成23年）9月24日に一度解散するまで活動していた。コンビ名は向田邦子の飼い猫の名前から。
2021年（令和3年）から不定期でコンビ活動を再開し、コンビ名を現在のものに改めた。

### 解散
2011年9月9日に新宿ロフトプラスワンで行われたライブにおいて、9月24日によしもと浅草花月で行われるイベントを以ってコンビを解散することを発表した。
コンビ解散と同時に林は芸能界を引退したが、家城は2012年1月以降はマンボウやしろの芸名でピン芸人、演出家、脚本家、ラジオパーソナリティとして活動している。
構成作家の鈴木おさむは林の共通の友人を通じての飲み仲間であり、また2人の高校の先輩であり、家城の姉とも親しい。鈴木は林の才能を買っていて、「鈴木おさむ 考えるラジオ」で林とともに「才能がありながら引退する芸人を見て、勿体無いと思いますか、潔いと思いますか」という回を作ったほか自身のブログでも林の引退を惜しむ旨を述べている。

### 再結成・コンビ名改称
2021年に行われたマンボウやしろのトークライブにて林が面白い一般人として出演し、以降「ニューカリカ」として不定期に再結成。
2021年12月4日に単独ライブ「ニューカリカ撮影会」を行った。

## 賞レースでの戦績
- M-1グランプリ 2001 準決勝進出
- M-1グランプリ 2002 準決勝進出
- M-1グランプリ 2004 準決勝進出
- M-1グランプリ 2005 3回戦進出
- M-1グランプリ 2006 準決勝進出
- M-1グランプリ 2007 3回戦進出
- キングオブコント2008 準決勝進出
- キングオブコント2010 準決勝進出

## 過去の出演

### テレビ
- 爆笑オンエアバトル（NHK）戦績0勝2敗 最高261KB
  - 2003年にもう1回出場予定だったが、家城の病欠のため辞退した。代役としてBコースが出演。
- ブレイクもの!（フジテレビ、 - 1998年）「お笑い世紀末スターオークション」に出演。
- 新しい波8（フジテレビ、2000年10月27日）
- 雨上がり決死隊のトーク番組アメトーーク!（テレビ朝日、2009年6月16日、2010年9月24日）
- MARU,GARITA（テレビ東京、 - 2003年3月）林のみ
- 新すぃ日本語（TBS、 - 2004年3月）
- 新すぃ○○!（TBS、 - 2004年9月）
- ぶっちゃけ!99（TBS、 - 2005年3月）家城のみ準レギュラー
- STUDIO GROWN（スペースシャワーTV、 - 2005年3月）家城のみ水曜管理人
- ワイ!ワイ!ワイ!（ヨシモトファンダンゴTV、 - 2005年11月）毎週水曜日MC
- てっぺん!月曜日 極珍会館（ヨシモトファンダンゴTV、 - 2005年11月）家城がラジオ番組の為、途中から林のみレギュラーとなる。
- Neo Happy系教育テレビ（テレビ大阪、 - 2006年9月）林のみ
- 娘DOKYU!（テレビ東京、 - 2006年9月）
- DIVA（テレビ東京、 - 2007年3月）林のみ
- ヨシモト∞（ヨシモトファンダンゴTV） -  隔週木曜日1部MC
- 水野キングダム（東京MXテレビ、ヨシモトファンダンゴTV） - 林のみ
- お試しかっ!（テレビ朝日） - 林のみ不定期、レフェリー役
- √るーと（NHK） - NHKで鳥取県内向けに隔週で放送　アポなしで鳥取県内を旅する

### ラジオ
- やまだひさしのラジアンリミテッドDX（TOKYO FM、2002年10月14日） - パーソナリティのやまだひさしがGLAYの中華人民共和国ライブ「GLAY ONE LOVE in 北京」に招待された関係で、代理パーソナリティを担当。
- SCHOOL OF LOCK!（TOKYO FM、 - 2012年3月） - 家城が“やしろ教頭”としてレギュラー出演、林は「カリスマセールスマン」という肩書きで不定期出演していた。

### 映画
- 桜と印籠（2008年）林のみ

### ライブ
- ルミネtheよしもと（不定期出演）
- 芸人フットサルリーグ 〜hype〜（不定期 主催）
- 「カリカ・家城啓之トークライブ!!〜曲り角の向こう」（ロフトプラスワン、月1回 主催）
2006年12月より「カリカオールナイトトークライブ!!〜曲がり角のこちら側〜」に名称変更。
- 劇団乙女少年団（不定期 主催）
- 劇団ザ・おさむショー（不定期 出演）
過去の全ての公演に、カリカまたは、林・家城のいずれかで出演
- カリカ単独ライブ『日本代表』（1998年12月　銀座7丁目劇場）
- カリカ単独ライブ（1999年　銀座7丁目劇場）
- ユニットコントライブ『ササ』〜趣味はなんですか〜（2000年1月　代々木フジタヴァンテ）
- ユニットコントライブ『カリカっ子』（2000年2月　渋谷シアターD）
- ユニットコントライブ『カリカ湖』（2000年　渋谷シアターD）
- カリカ単独ライブ『湖』（2001年12月　博品館劇場）
- 『カリカコント＋『MEETS』vol.1』（2007年1月　恵比寿エコー劇場）
- 『カリカコント＋『MEETS』vol.2』（2007年6月　恵比寿エコー劇場）
- 『カリカ『MEETS』vol.3』（2009年4月　北沢タウンホール）
- 『カリカ『MEETS』vol.4』（2009年11月　北沢タウンホール）
- カリカ単独ライブ『しゃべるコント』（2009年7月　銀座博品館劇場）
- カリカ単独ライブ『魔王コント〜あなたは魔王を殺せますか〜』（2010年6月　スペース・ゼロ）
- カリカ単独ライブ『オリコント』（2011年6月　博品館劇場）
- ニューカリカ単独ライブ『ニューカリカ撮影会』（2021年12月4日、よしもと有楽町シアター[8]）

### 演劇作品
家城がカリカペッシー名義で脚本・演出。
- Velvet under//misin・HBBC
- それが僕にはとても不思議だった（2000年5月　代々木フジタヴァン）
  - 出演：井上マー、カンヴァス、ノンスモーキン 他
- HE TAKES IT TOO FAR. （2000年8月　本多劇場）
  - 出演：井上マー、カンヴァス、ノンスモーキン、カリカ家城　他
- デイドリームビリーバー（2000年9月）
  - 出演：犬の心、井上マー、カンヴァス、ノンスモーキン、他
- 赤いスイートピー（2000年10月　ウッディシアター中目黒）
  - 出演：カリカ、井上マー、カンヴァス、ノンスモーキン、犬の心、他
- 君といつまでも（2000年12月　ウッディシアター中目黒）
  - 出演：カリカ、井上マー、カンヴァス、ノンスモーキン、犬の心、他
- てんごくとうちゅう（2001年3月　ウッディシアター中目黒）
  - 出演：カリカ、井上マー、あべこうじ、ノンスモーキン、犬の心、デッカチャン、他
- 愛の賛歌（2001年7月　ウッディシアター中目黒）
  - 出演：カリカ、井上マー、あべこうじ、ノンスモーキン、犬の心、デッカチャン、他
- エスコバル〜素晴らしい日々〜（2002年1月　ウッディシアター中目黒）
  - 出演：カリカ、井上マー、あべこうじ、ノンスモーキン、デッカチャン、他
- SORE-KARA（2002年7月　スペースゼロ）
  - 出演：カリカ、井上マー、あべこうじ、ノンスモーキン、デッカチャン、他
- 愛の賛歌（リメイク）（2002年11月　ルミネtheよしもと）
  - 出演：カリカ、あべこうじ、デッカチャン、池谷だよ〜ん、たーちゃん、ノンスモーキン、リンダ、ザ・パンチ、牛島康子、うみのえりこ、増谷キートン、キシモトマイ、掛ちゃん、コンマ二センチ堀内
- てんごくとうちゅう（リメイク）（2002年12月　ルミネtheよしもと）
  - 出演：カリカ、あべこうじ、ノンスモーキン、デッカチャン、増谷キートン、他
- グリーングリーン（2003年2月　スペースゼロ）
  - 出演：カリカ、井上マー、あべこうじ、ノンスモーキン、デッカチャン、増谷キートン、他
- ペッシーズカット（2003年3月　ウッディシアター中目黒）
  - 出演：カリカ、あべこうじ、ノンスモーキン、リンダ徳村
- ナツの魔物（2003年７月　ヤクルトホール）
  - 出演：カリカ、あべこうじ、ノンスモーキン、デッカチャン、増谷キートン、他